# Emilio Portes Gil
Emilio Portes Gil (Ciudad Victoria, Tamaulipas, 3 de Outubro de 1890 - Cidade do México, 10 de Dezembro de 1978) foi presidente interino do México de 1928 a 1930.
No início da Revolução Mexicana encontra-se a estudar direito na Escuela Libre de Derecho, na Cidade do México. Em finais de 1914 alia-se a Venustiano Carranza (quem assumiria a presidência em Maio de 1915) e quando se licenciou em 1915 havia já iniciado a sua carreira política com uma colocação no Departamento de Justiça Militar.
Durante os anos seguintes ocupou diversos cargos públicos: membro do supremo tribunal de Sonora, membro eleito do congresso em 1917, 1921 e 1923 e governador de Tamaulipas em 1925 e 1930.
Foi ministro do interior no governo de Plutarco Elías Calles e após o assassinato do presidente eleito Álvaro Obregón em 17 de Junho de 1928, seria nomeado presidente interino do México, cargo que ocupou durante 14 meses até eleição do novo presidente constitucional.
Durante o seu mandato foi confrontado com uma greve dos universitários que o levou a convocar o congresso em sessão especial para a aprovação de legislação que conferia à Universidade Nacional do México a sua autonomia. Tentou negociar a retirada das tropas dos Estados Unidos da Nicarágua em troca da rendição do general Augusto Sandino e quando as negociações falharam, concedeu asilo a Sandino no México. Em Junho de 1929 firmou um pacto com a hierarquia católica que fez diminuir a actividade dos rebeldes cristeros.
Em 5 de Fevereiro de 1930 cedeu o lugar de presidente a Pascual Ortiz Rubio de cujo governo fez parte durante 18 meses como ministro do interior. Em 1932 viajou para a Europa para se tornar no primeiro representante do México na Liga das Nações. Ocuparia mais tarde vários cargos públicos em vários governos e seria também presidente do Partido Nacional Revolucionário (PNR), antecessor do PRI, que havia fundado juntamente com Calles em 1929.